# Kiko d'Akishino
Titre
Princesse héritière consort du Japon
Depuis le 1er mai 2019
(6 ans, 2 mois et 25 jours)
Kiko Fumihito d'Akishino (秋篠宮 文仁 親王妃 紀子 殿下, Akishino-no-miya Fumihito shinnōhi Kiko denka), née Kiko Kawashima (川嶋 紀子, Kawashima Kiko) le 11 septembre 1966, est l'épouse du prince Fumihito d'Akishino, le second fils de l'empereur Akihito et de l'impératrice Michiko, donc membre de la famille impériale japonaise par alliance.
Fille d'un professeur d'université, elle est la quatrième roturière à entrer par alliance dans la famille impériale. Sa belle-mère, l'impératrice Michiko, fut la première en 1959.

## Jeunesse
Kiko Kawashima est née à Shizuoka dans la  préfecture du même nom, au Japon le 11 septembre 1966. Elle est la seule fille et enfant ainée de Tatsuhiko Kawashima (川嶋 辰彦, Kawashima Tatsuhiko, 1940–2021), professeur d'économie à l'Université Gakushūin, et de sa femme Kazuyo Sugimoto (杉本 和代, Sugimoto Kazuyo).
Elle a été affectueusement surnommée 'Kiki baby' par ses amis et ses proches durant son enfance.
Elle a passé sa petite enfance aux États-Unis où son père était enseignant à l'Université de Pennsylvanie et alla au collège à Vienne, en Autriche quand son père y enseigna. Elle apprit à parler couramment l'anglais et l'allemand.
Elle reçut sa licence du département de Psychologie de la faculté de lettres de l'Université Gakushuin en 1989. Elle y commença ses études supérieures et compléta la première partie de son doctorat en 1995.

## Mariage

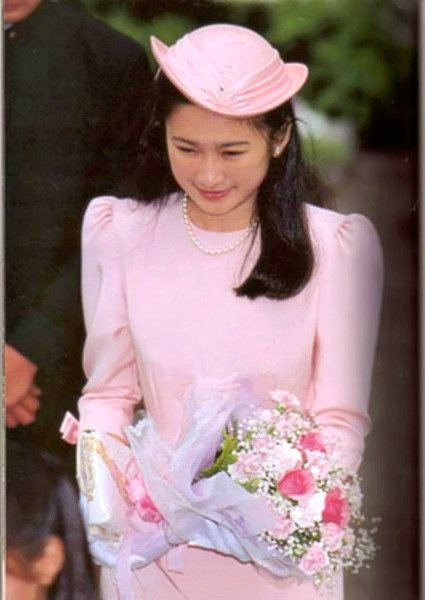
Kiko Kawashima le jour de son mariage avec le prince d'Akishino.

Le prince d’Akishino fit sa demande en mariage à Kiko Kawashima pour la première fois le 26 juin 1986, alors qu'ils étaient tous les deux étudiants à Gakushuin. Le couple, cependant, n'annonça son intention de se marier que trois ans plus tard. Les fiançailles furent approuvées par le Conseil de la Maison impériale le 12 septembre 1989. Le mariage eut lieu au palais impérial le 29 juin 1990. Le Conseil Économique de la Maison Impériale avait auparavant autorisé le prince à fonder une nouvelle branche de la famille impériale et l'empereur lui conféra le titre de Akishino no miya (prince Akishino) le jour de son mariage. À cette occasion, sa femme devint Son Altesse impériale la princesse impériale consort Fumihito d'Akishino, connue de façon moins formelle comme princesse Kiko. Elle reçoit, comme tous les membres de la famille impériale, un emblème personnel (お印, o-shirushi) : l'iris setosa (檜扇菖蒲, Hiougi-ayame).
Les fiançailles et le mariage d'Akishino à Kiko Kawashima furent novateurs de plusieurs façons. D'abord, à l'époque, le mari était encore étudiant à Gakushuin et se maria avant son frère aîné, le prince héritier Naruhito. Ensuite, la princesse était la première femme d'une famille de la classe moyenne à épouser un membre de la famille impériale. Bien que l'impératrice Michiko ait été roturière, elle était d'une famille très aisée : son père était président d'une grande compagnie de minoteries. Finalement, le mariage fut largement annoncé comme un mariage d'amour. La princesse Kiko continua ses études doctorales en psychologie entre ses devoirs officiels et reçut son doctorat en psychologie en 1995. Elle est connue pour sa grande compréhension et son respect pour les sourds et est une interprète experte en langue des signes. Elle est de plus, comme toutes les princesses impériales, vice-présidente d'honneur de la Croix-Rouge japonaise.

## Enfants
Le couple a deux filles et un fils :
- Mako d'Akishino (眞子内親王殿下) (née le 23 octobre 1991).
- Kako d'Akishino (佳子内親王殿下) (née le 29 décembre 1994).
- Hisahito d'Akishino (悠仁親王殿下) (né le 6 septembre 2006).

Le 6 septembre 2006 à 08h27 (heure locale), la princesse Kiko donna le jour à un fils, dans un hôpital de Tōkyō. L'enfant pesait 2,558 kg à la naissance.
Cinquante jours après sa naissance, l'enfant sera présenté par ses parents à un sanctuaire shintoïste. Le sexe de l'enfant a été tenu secret par le Palais impérial, tout au long de la grossesse de la mère. Il s'agit du premier enfant mâle à voir le jour au sein de la famille impériale japonaise depuis 1965.
Cette situation avait incité le Premier ministre japonais Junichiro Koizumi à présenter une réforme autorisant l'accession des femmes au trône. Malgré une opinion publique très favorable à la réforme, cette dernière a été laissée de côté à la suite de l'annonce de la grossesse de la princesse, probablement pour satisfaire les éléments plus conservateurs du parti au pouvoir. Il est incertain que cette réforme soit menée dans les prochains mois. Si les lois de succession restent inchangées, Hisahito est pour l'instant le second dans l'ordre de succession sur le trône du chrysanthème, après son père Akishino. Cependant, cette grossesse a suscité une controverse. En effet, la princesse Masako, épouse du premier fils de l'empereur Akihito, n'a pas eu de garçons, mais elle a une fille. Elle est de plus en dépression, et ne souhaite pas avoir d'autre enfant. C'est pour permettre à Aiko, la fille de Masako Owada, de devenir impératrice que le premier ministre Junichiro Koizumi a présenté sa réforme. La grossesse de la princesse Kiko est donc arrivée à point nommé pour faire oublier cette réforme.
Depuis 1997, le prince Akishino et la princesse Kiko et leurs enfants ont leur résidence principale sur les terres d'Akasaka à Motoakasaka, dans le quartier de Minato à Tokyo.

## Distinctions
- Commandeur grand-croix de l'ordre royal de l'Étoile polaire
- Grand-croix de l'ordre d'Isabelle la Catholique